# Saint-Amour (Jura)
Pour les articles homonymes, voir Saint-Amour.
Saint-Amour est une commune française située dans le département du Jura, la région culturelle et historique de Franche-Comté et la région administrative Bourgogne-Franche-Comté.
Ses habitants sont les Saint-Amourains et Saint-Amouraines.

## Géographie

### Situation
Situé à l'extrême sud-ouest de la Franche-Comté, Saint-Amour est limitrophe des départements de l'Ain et de la Saône-et-Loire. 
Le bourg se trouve à 28 km au nord de Bourg-en-Bresse, 90 km au nord-est de Lyon, 70 km au nord-est de Mâcon, 66 km au sud-est de Chalon-sur-Saône, 30 km au sud de Louhans, 33 km au sud-ouest de Lons-le-Saunier, 125 km au sud-ouest de Besançon et 95 km au nord-ouest de Genève.

### Relief et hydrographie
Saint-Amour occupe les premières pentes du massif du Jura tout en débordant sur la plaine bressane. Les altitudes vont de 200 m (au point de sortie de la rivière Besançon) à 446 mètres (sur les pentes en direction de L'Aubépin).
Le territoire communal est en effet arrosé par le Besançon, affluent du Solnan et sous-affluent de la Saône de 15 km de longueur. Le Besançon constitue la limite ouest de la commune, au contact du département de l'Ain.
Son principal affluent dans la commune est le Bief de Reille.

### Voies de communication
La principale route est la D1083 qui relie Lons-le-Saulnier et Bourg-en-Bresse, parallèle à l'autoroute A39 (Lyon-Dijon). L'entrée autoroutière la plus proche (n° 10, péage de Beaupont, sur la D56 en direction de Pont-de-Vaux) se trouve à environ 3 km du centre du bourg.
Deux autres routes notables relient Saint-Amour à Moirans-en-Montagne (D3) et à Mâcon (D1).
La commune est desservie par la ligne de chemin de fer de Mouchard à Bourg-en-Bresse (section de la liaison Lyon-Strasbourg) et est dotée d'une gare.
Saint-Amour est aussi le départ du GR 9 qui va jusqu'à Port Grimaud dans le Var.

### Climat
Pour des articles plus généraux, voir Climat de la Bourgogne-Franche-Comté et Climat du département du Jura.
En 2010, le climat de la commune est de type climat des marges montargnardes, selon une étude du Centre national de la recherche scientifique s'appuyant sur une série de données couvrant la période 1971-2000. En 2020, Météo-France publie une typologie des climats de la France métropolitaine dans laquelle la commune est exposée à un climat semi-continental et est dans la région climatique  Bourgogne, vallée de la Saône, caractérisée par un bon ensoleillement (1 900 h/an), un été chaud (18,5 °C), un air sec au printemps et en été et des vents faibles. 
Pour la période 1971-2000, la température annuelle moyenne est de 11,2 °C, avec une amplitude thermique annuelle de 17,5 °C. Le cumul annuel moyen de précipitations est de 1 156 mm, avec 12,5 jours de précipitations en janvier et 8 jours en juillet. Pour la période 1991-2020, la température moyenne annuelle observée sur la station météorologique de Météo-France la plus proche, « Varennes-st-sa », sur la commune de Varennes-Saint-Sauveur à 9 km à vol d'oiseau, est de 12,1 °C et le cumul annuel moyen de précipitations est de 1 043,2 mm. 
La température maximale relevée sur cette station est de 39,4 °C, atteinte le 24 août 2023 ; la température minimale est de −16,4 °C, atteinte le 20 décembre 2009,,. 
Les paramètres climatiques de la commune ont été estimés pour le milieu du siècle (2041-2070) selon différents scénarios d'émission de gaz à effet de serre à partir des nouvelles projections climatiques de référence DRIAS-2020. Ils sont consultables sur un site dédié publié par Météo-France en novembre 2022.

## Urbanisme

### Typologie
Au 1er janvier 2024, Saint-Amour est catégorisée bourg rural, selon la nouvelle grille communale de densité à sept niveaux définie par l'Insee en 2022.
Elle appartient à l'unité urbaine de Saint-Amour, une agglomération intra-départementale regroupant trois  communes, dont elle est ville-centre,,. Par ailleurs la commune fait partie de l'aire d'attraction de Saint-Amour, dont elle est la commune-centre,. Cette aire, qui regroupe 7 communes, est catégorisée dans les aires de moins de 50 000 habitants,.

### Occupation des sols
L'occupation des sols de la commune, telle qu'elle ressort de la base de données européenne d’occupation biophysique des sols Corine Land Cover (CLC), est marquée par l'importance des territoires agricoles (66,1 % en 2018), en diminution par rapport à 1990 (69,6 %). La répartition détaillée en 2018 est la suivante :
prairies (41,2 %), forêts (16,9 %), zones agricoles hétérogènes (14 %), zones urbanisées (12,4 %), terres arables (10,9 %), zones industrielles ou commerciales et réseaux de communication (4,6 %). L'évolution de l’occupation des sols de la commune et de ses infrastructures peut être observée sur les différentes représentations cartographiques du territoire : la carte de Cassini (XVIIIe siècle), la carte d'état-major (1820-1866) et les cartes ou photos aériennes de l'IGN pour la période actuelle (1950 à aujourd'hui).

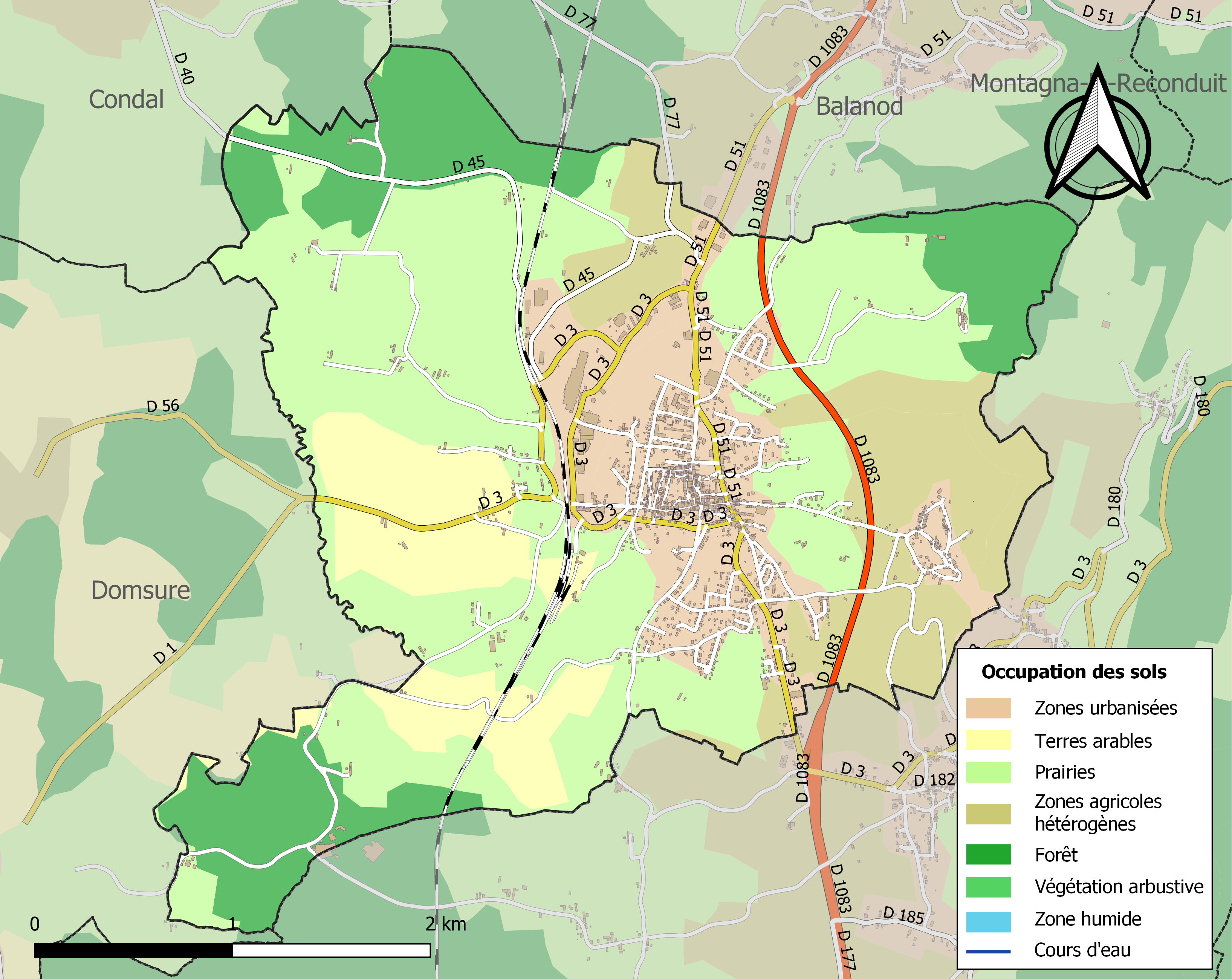
Carte des infrastructures et de l'occupation des sols de la commune en 2018 (CLC).

## Histoire

### Moyen Âge
En 585, Gontran Ier, roi de Bourgogne, petit-fils de Clovis, fit édifier à Vincennes-la-Jolie qui n'était alors qu'une bourgade dans un territoire appartenant aux évêques de Mâcon, puis dans la 1re moitié du Xe siècle à Albéric de Narbonne-Mâcon, une église destinée à abriter les reliques de saint Amator et saint Viator : deux soldats chrétiens de la légion thébaine censés avoir été tués à Saint-Maurice d'Agaune en Valais. La garde des reliques fut confiée à des religieux qui établirent un monastère proche de l'église. Les miracles attribués aux reliques attirèrent de nombreux pèlerins dans la bourgade qui se développa autour de son église. Les successeurs de Gontran donnèrent ce fief à l'évêque de Saint-Vincent-de-Mâcon : celui-ci fit construire un château et des murailles pour la défense du bourg, qui au fil des siècles, prit le nom de Saint-Amour.
Au Moyen Âge sont édifiés une forteresse et des remparts pour conforter la position stratégique de la bourgade, située entre le massif jurassien et la plaine bressanne sur la route de Lyon à Strasbourg.
De 1262 à 1789, Saint-Amour dépend du bailliage royal d'Orgelet. Six maisons y régnèrent successivement, et les sires, barons puis comtes de St-Amour étaient Grand-maréchal de l'Eglise de Besançon :
- les sires de Salins (descendants d'Albéric de Narbonne) jusqu'à leurs héritiers directs de la Maison de Mâcon-Vienne ; Gaucher III († 1175) et son frère Humbert IV de Salins sont suivis par la fille héritière de Gaucher, Maurette de Salins († entre 1184 et 1200), femme en 1152 de Géraud Ier de Mâcon-Vienne (1124 - 1184), d'où Gaucher IV de Mâcon-Salins (1153-1219)) ;
- les sires de l'Aubépin (XIIe siècle-1454), à partir de Geoffroy de Laubépin qui obtint St-Amour en fief de Gaucher IV (semble-t-il dans la 2e moitié du XIIe siècle, donc avant 1200) ;
- les Toulongeon, environ de 1452 à 1460/1462 : car Claudine de Laubépin († 1497 ; fille héritière de Claude de Laubépin qui fonda le couvent des Augustins de St-Amour en 1438, et de sa femme Marguerite, fille de Guillaume IV de Tournon), maria : 1° avant 1452 Jehan III de Toulongeon de Sennecey (né v. 1416/1425-† v.1460/1462), veuf de Catherine de Roussillon ; et 2° vers 1464 Jean Ier de Damas († 1481), seigneur de Digoine et de Clessy, chambellan du duc Charles, chevalier de la Toison d'Or en 1468, gouverneur du Mâconnais, rallié à Louis XI en refusant de servir le parti de Marie de Bourgogne ; le frère de Claudine de L'Aubépin, Guillaume de Laubépin, associé à leur père Claude, était mort après 1441, mais avant ce dernier ;
- la famille de Damas de Digoine, de 1464 environ à 1548, par le 2e mariage de Claudine de Laubépin ;
- la famille de La Baume (La Balme)-Saint-Amour (1548-1770), car Jean II de Damas de Digoine, fils de François de Damas de Digoine et petit-fils de Jean Ier et Claudine de Laubépin, céda en 1548 St-Amour à son beau-frère Philibert II de La Baume, sire de Pérès et Corgenon († vers 1568 ; fils de Philibert Ier de La Baume/de La Balme et beau-fils de Péronne de Poupet de la Chaux, une des femmes de Philibert Ier), époux en octobre 1531 de sa sœur Françoise de Damas ; le fils de Françoise et Philibert II, Louis de La Baume, est fait comte de Saint-Amour en 1570 par Philippe II d'Espagne, comte de Bourgogne ; leur descendance court jusqu'à Jacques-Philippe de La Baume, comte de St-Amour et sire de La Chaux, † en 1770 sans postérité ;
- enfin, Claude-Antoine-Clériadus de Choiseul (1733-guillotiné en 1794) prit le nom de Choiseul-La Baume en l'honneur de sa femme Diane-Gabrielle de La Baume-Montrevel, mais aussi car ledit comte Jacques-Philippe de La Baume lui légua en 1770 la terre de Saint-Amour, dont il fut le dernier comte et seigneur jusqu'à la Révolution.

### L'âge d'or de la cité (1548-1637)
À partir de 1548, la cité passe sous a suzeraineté de la famille De La Baume (ou de La Balme en Bugey). Philibert de la Baume, développe le commerce, l'industrie et l'agriculture. Il fait planter des châtaigniers dont les fruits nommés Marrons de Lyon, firent la réputation et la richesse de Saint-Amour. De nombreuses fabriques voient le jour et particulièrement une fabrique de chapeau : la première de la région. Une carrière de marbre est découverte et exploitée, servant notamment à la décoration du château et de l'église. Saint-Amour devient une des villes les plus prospères de la Franche-Comté. La Baume développe aussi les marchés qui permettent l'écoulement des produits de la cité dans les régions voisines de la Bresse, du Bugey et de Savoie.
En 1552, elle est décrite par Cousin comme une ville remarquable par son commerce, assez grande et assez puissante (...). Cette ville s'honore d'un certain nombre d'hommes distingués par toute sorte de mérites...

### XVIIeetXVIIIesiècles
Saint-Amour a subi trois sièges et cinq invasions liées à la conquête française. Elle résiste aux assauts des troupes de Louis XI (1477) et d'Henri IV (1595), mais celles du duc de Longueville (1637) et de Louis XIV (1673-1674) la dévastent. Ville riche, prospère et stratégique, elle fait partie des premiers objectifs des Français lors de la guerre de Dix ans. Elle est démantelée puis rattachée à la France, avec la Franche-Comté en 1678 par le traité de Nimègue. Mais c'est particulièrement le siège de 1637 ainsi que les destructions qui s'ensuivirent qui mirent à bas la prospérité de la cité et détruisirent son commerce si florissant.
Pour suivre le décret de la Convention du 25 vendémiaire an II invitant les communes ayant des noms pouvant rappeler les « souvenirs de la royauté, de la féodalité ou des superstitions » (sic), à les remplacer par d'autres dénominations, la commune change de nom pour « Franc-Amour ».

### Les couvents
Saint-Amour possède quatre couvents sous l'Ancien Régime : le premier, construit par les Grands Augustins en 1438 sur les fonds de Claude de l'Aubépin, seigneur de Saint-Amour, instruit la jeunesse locale. Le deuxième couvent, celui des Capucins, date de 1620 et abrite une douzaine de moines qui ne vivent que de dons et soignent la population, tout en prêchant aux alentours. Les Annonciades célestes arrivent de Pontarlier en 1622 ; c'est le couvent le mieux préservé aujourd'hui. Enfin, les Visitandines font construire leur couvent entre 1633 et 1679 ; en plus de leur vie contemplative, elles instruisent les fillettes de la région. Ces quatre couvents sont supprimés par la Révolution en 1790 et vendus comme biens nationaux.

## Démographie
L'évolution du nombre d'habitants est connue à travers les recensements de la population effectués dans la commune depuis 1793. Pour les communes de moins de 10 000 habitants, une enquête de recensement portant sur toute la population est réalisée tous les cinq ans, les populations de référence des années intermédiaires étant quant à elles estimées par interpolation ou extrapolation. Pour la commune, le premier recensement exhaustif entrant dans le cadre du nouveau dispositif a été réalisé en 2004.

En 2022, la commune comptait 2 364 habitants, en évolution de −0,21 % par rapport à 2016 (Jura : −0,81 %, France hors Mayotte : +2,11 %).
| 1793  | 1800  | 1806  | 1821  | 1831  | 1836  | 1841  | 1846  | 1851  |
| ----- | ----- | ----- | ----- | ----- | ----- | ----- | ----- | ----- |
| 2 878 | 2 694 | 2 638 | 2 573 | 2 595 | 2 631 | 2 527 | 2 635 | 2 284 |

| 1856  | 1861  | 1866  | 1872  | 1876  | 1881  | 1886  | 1891  | 1896  |
| ----- | ----- | ----- | ----- | ----- | ----- | ----- | ----- | ----- |
| 2 256 | 2 343 | 2 554 | 2 419 | 2 439 | 2 437 | 2 385 | 2 267 | 2 283 |

| 1901  | 1906  | 1911  | 1921  | 1926  | 1931  | 1936  | 1946  | 1954  |
| ----- | ----- | ----- | ----- | ----- | ----- | ----- | ----- | ----- |
| 2 109 | 2 145 | 2 101 | 1 862 | 1 919 | 1 939 | 1 912 | 2 034 | 2 201 |

| 1962  | 1968  | 1975  | 1982  | 1990  | 1999  | 2004  | 2006  | 2009  |
| ----- | ----- | ----- | ----- | ----- | ----- | ----- | ----- | ----- |
| 2 221 | 2 508 | 2 566 | 2 399 | 2 200 | 2 102 | 2 149 | 2 204 | 2 335 |

| 2014  | 2019  | 2022  | - | - | - | - | - | - |
| ----- | ----- | ----- | - | - | - | - | - | - |
| 2 349 | 2 392 | 2 364 | - | - | - | - | - | - |

## Politique et administration

### Les maires de Saint-Amour
| Période | Période  | Identité               | Étiquette | Qualité                                                   |
| ------- | -------- | ---------------------- | --------- | --------------------------------------------------------- |
| 1977    | 1983     | Roger Giroud           |           | Négociant en matériaux                                    |
| 1983    | 1991     | Lucien Guichard        | UDF-CDS   | Notaire, conseiller général (1982-1991)                   |
| 1991    | 1995     | Raymond Mollard        | UDF       | Vétérinaire, conseiller général (1975-1982)               |
| 1995    | 2014     | Gérard Jacquier        | PS        | Instituteur, conseiller général (1994-2001)               |
| 2014    | 2020     | Thierry Faivre-Pierret | DVG       | Agent général d'assurances Conseiller général (2008-2015) |
| 2020    | En cours | Valérie Vaucher        |           |                                                           |

### Tendance politique
Pour le référendum sur la constitution européenne, le 29 mai 2005, les électeurs de Saint-Amour ont voté à 58,85 % en faveur du « non » et à 41,15 % pour le « oui » tandis que 32,62 % se sont abstenus.
Au 1er tour de l'élection présidentielle de 2007, Nicolas Sarkozy arrive en tête avec 29,13 % des suffrages exprimés, suivi de Ségolène Royal avec 27,49 %, François Bayrou avec 15,97 % et Jean-Marie Le Pen avec 11,51 %. Le taux de participation atteint 85,41 %. Au 2e tour, les Saint-Amourains ont voté à 51,16 % pour Nicolas Sarkozy et 48,84 % pour Ségolène Royal. Le taux de participation est de 85,29 %.
Au 1er tour de l'élection présidentielle de 2012, François Hollande arrive en tête avec 29,07 % des suffrages exprimés, suivi de Nicolas Sarkozy avec 23,93 %, Marine Le Pen avec 19,98 % et Jean-Luc Mélenchon avec 12,56 %. Au 2e tour, les Saint-Amourains ont voté à 53,17 % pour François Hollande et 46,83 % pour Nicolas Sarkozy.
Au 1er tour de l'élection présidentielle de 2017, Marine Le Pen arrive en tête avec 24,62 % des suffrages exprimés, suivi de Jean-Luc Mélenchon avec 21,33 %, Emmanuel Macron avec 20,66 % et François Fillon avec 16,19 %. Le taux de participation est de 78,03 %. Au 2e tour, les Saint-Amourains ont voté à 59,90 % pour Emmanuel Macron et 40,10 % pour Marine Le Pen. Le taux de participation est de 75,68 %.

## Économie
En 2004, le taux de chômage s'élève à 8,6 % de la population active et le revenu moyen par ménage à 14 060 €/an.

## Enseignement
- École maternelle
- École primaire Marius Picquand
- Collège Lucien Febvre

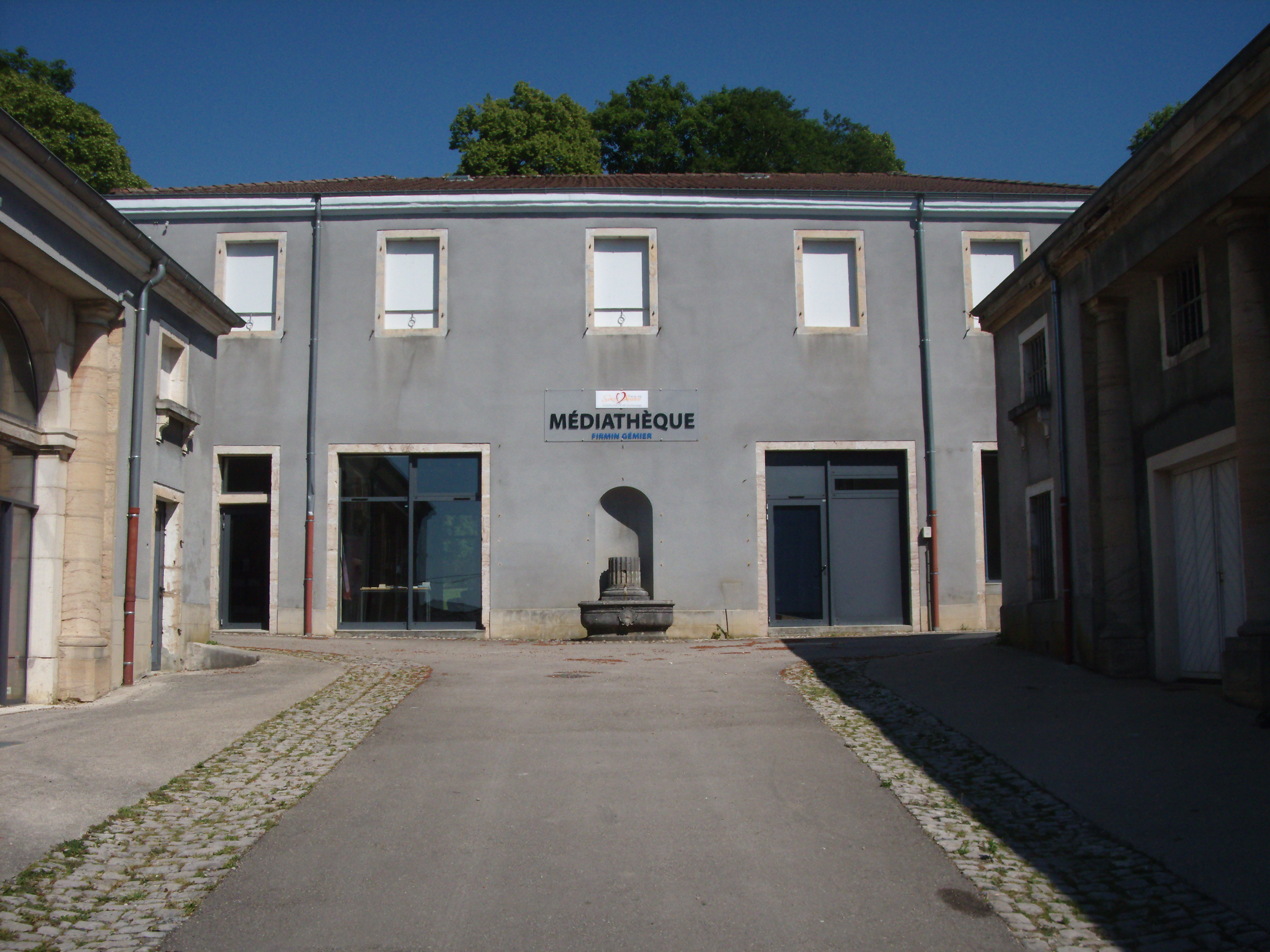
Médiathèque Firmin Gémier

- Lycée professionnel Ferdinand Fillod : en 2008-2010 (plus une révision complète en 2019-2021), réalisation par les élèves du premier voilier français en aluminium, le Andy 27, pour personnes handicapées (10 mètres de long, pour trois personnes à mobilité réduite et deux skippers).
- École de musique

## Lieux et monuments
- L'église paroissiale :

Église collégiale jusqu’à la Révolution, elle a souffert des outrages de la conquête française, en 1637 puis des révolutionnaires. Souvent modifiée, elle ne conserve plus rien de son caractère primitif ; le chœur (XVe siècle) constitue la partie la plus ancienne. Le clocher comtois (XVIIe siècle), et ses 48 mètres de haut, contribue à donner à l’édifice une imposante majesté.
Le monument conserve le reliquaire contenant les reliques de Saint-Amator (Saint-Amour).
- L'apothicairerie (classée Monument historique) :

Elle contient un ensemble de pots, potiches, pichets et flacons des XVIe, XVIIIe et XIXe siècles.
- la Tour Guillaume :

La tour (XIIIe siècle-XVIe siècle) était autrefois incluse dans les fortifications de la ville. Elle porte le nom de l'illustre théologien, Guillaume de Saint-Amour (v. 1200-1272), enfant du pays, qui légua sa fortune aux pauvres de la ville et fut l'un des fondateurs de l'Hôtel-Dieu.
- L'auditoire et les prisons royales (classées Monument historique) :

Datant de 1741, ces bâtiments constituaient une des Justices des Gabelles créées par le roi en 1705 pour juger les contrebandiers des sels, tabacs, étoffes… L’ensemble, unique dans le Jura, comprend : l’auditoire avec deux corps de garde au rez-de-chaussée et deux salles d’audience au premier étage, à l’arrière, les prisons proprement dites avec la cour et l’appartement du geôlier, la pistole, la chapelle, la cour des prisonniers, deux salles de détention, trois cachots en sous-sol avec portes à guichet.
- l'ancien couvent des Annonciades célestes fondé en 1621.

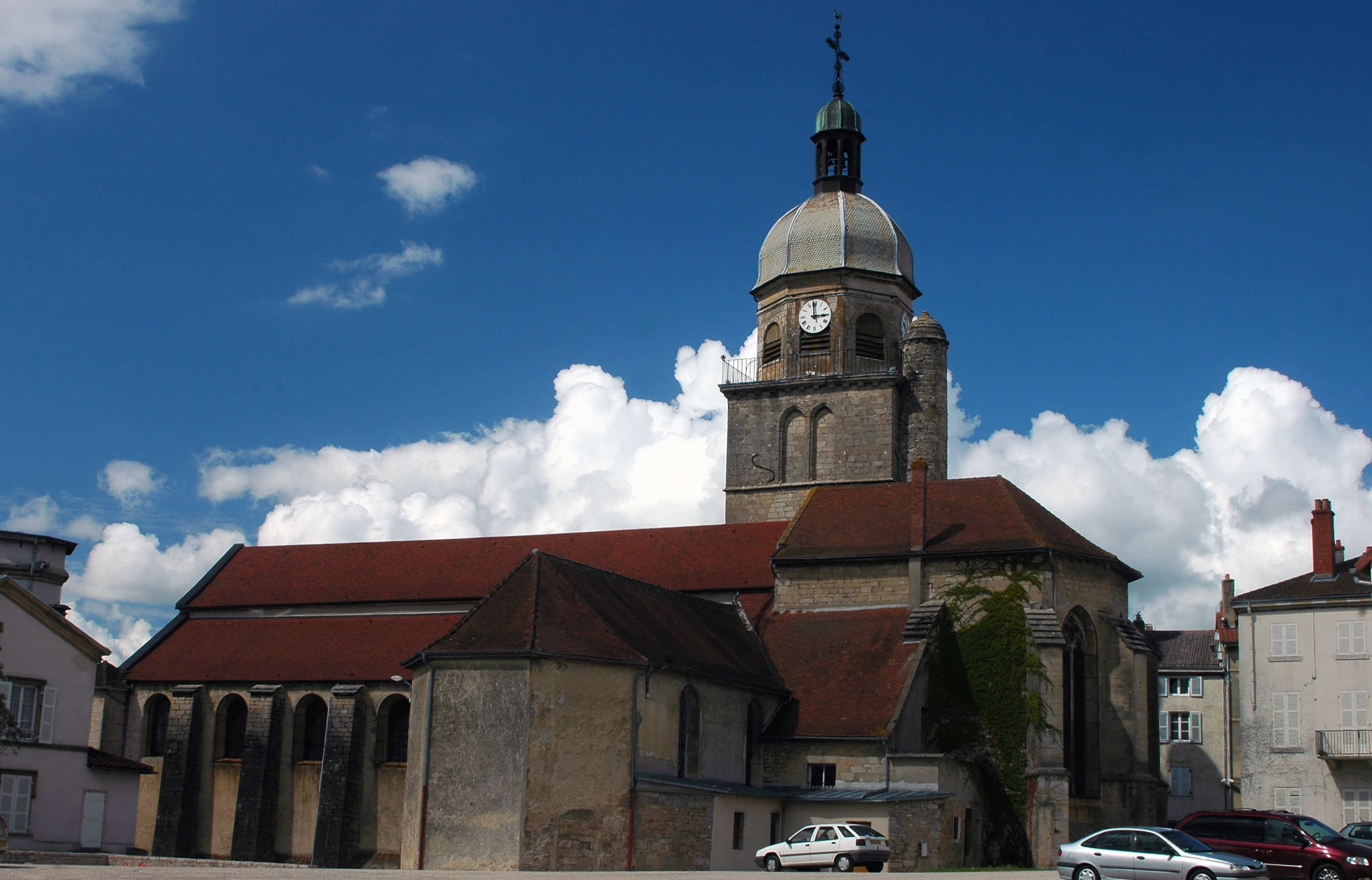
Église de Saint-Amour
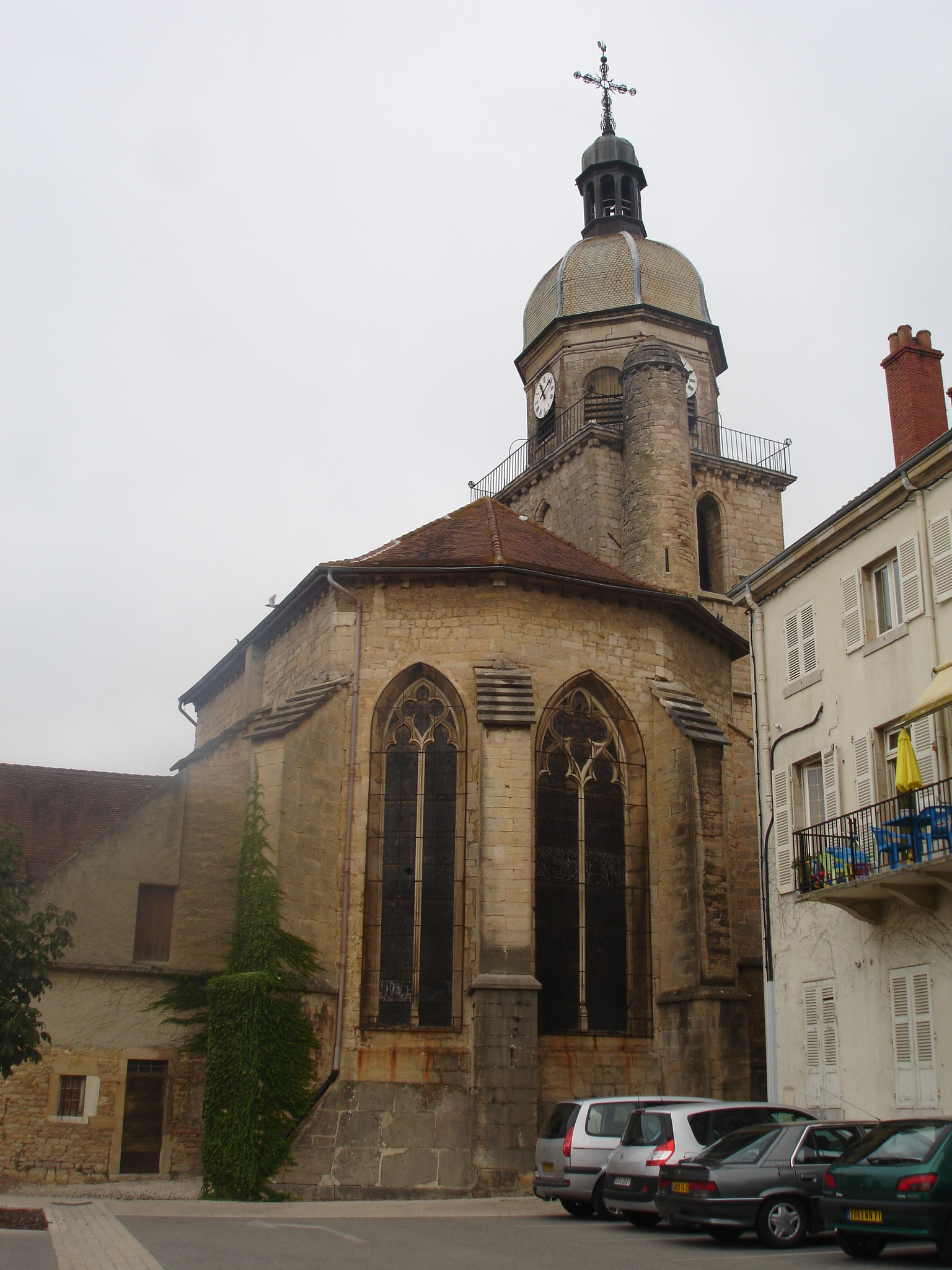
Chevet de l'église
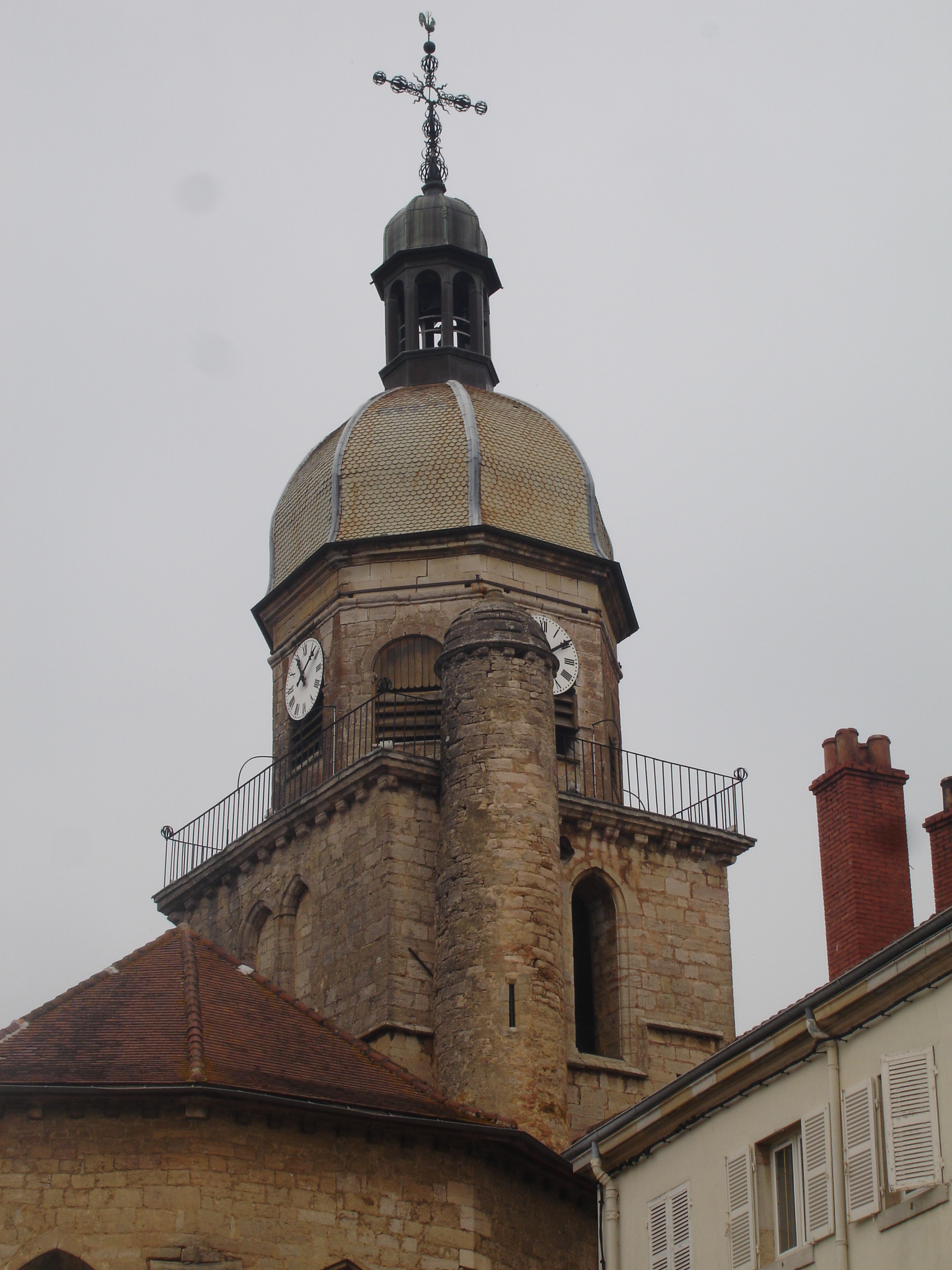
Clocher de l'église
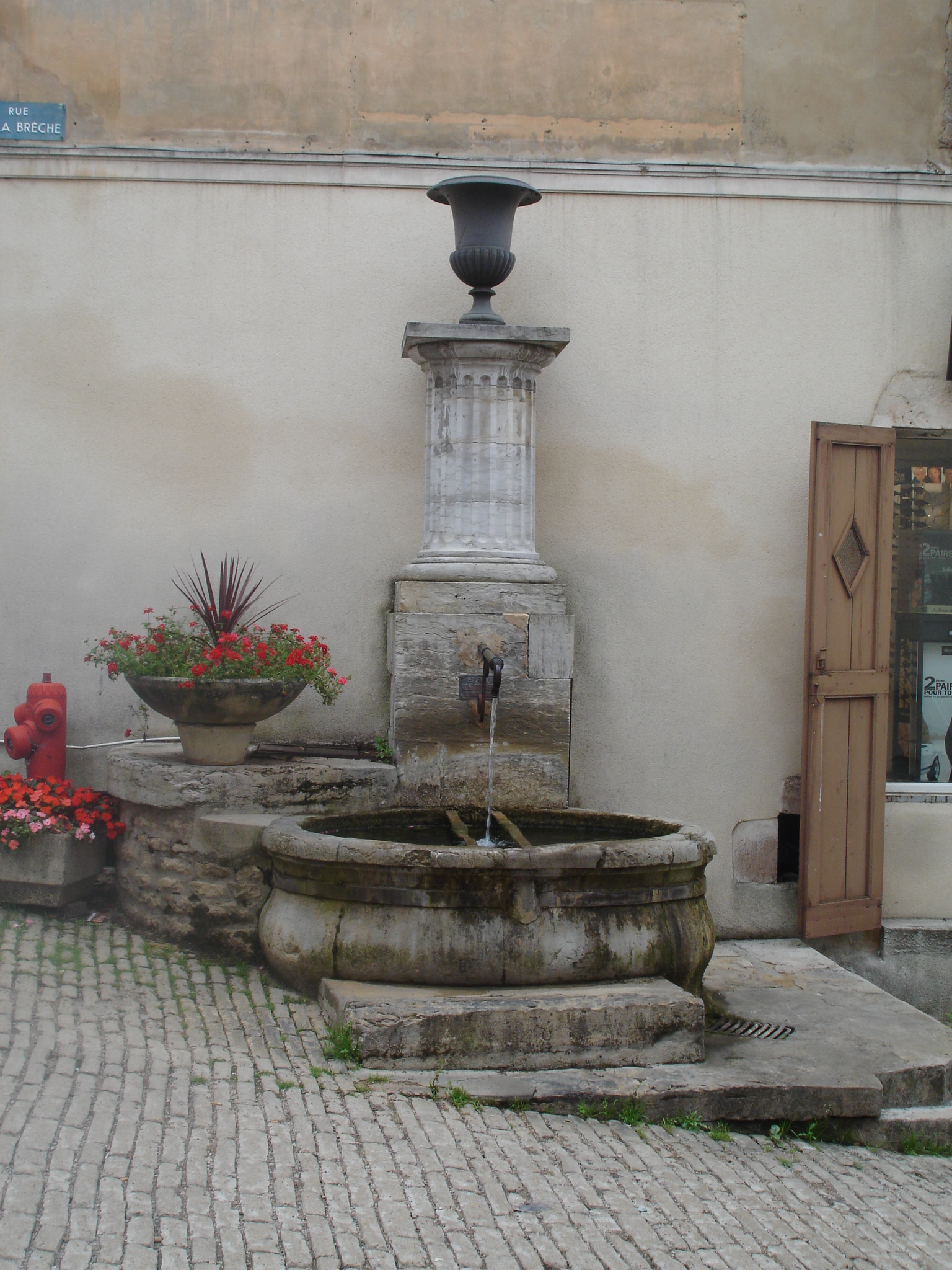
Fontaine rue de la brêche

- Le monument aux morts, La pleureuse et le poilu, est une œuvre de Charles Gir (1883-1941)[33].
- La Chevalerie, salle de spectacles de la Communauté de communes du pays de Saint-Amour[34].

## Personnalités liées à la commune
- Guillaume de Saint-Amour (Saint-Amour 1202 - id. 1272) : théologien, enseignant à l'université de Paris. Exilé dans son village natal sur ordre de Louis IX de France ou Saint-Louis pour avoir écrit un ouvrage Tractus brevis de periculis novissimorum temporum très hostile au Pape Alexandre IV.
- Philippe de la Baume-Saint-Amour (1616-1688), comte de Saint-Amour et gouverneur de la Franche-comté de 1661 à 1688
- Guy Colombet (Saint-Amour 1632 - Saint-Étienne, Loire 1708)
- Jean-Marie Aberjoux (10 janvier 1767, à Saint-Amour ✝ 30 janvier 1834, à Saint-Amour), lieutenant-colonel, Chevalier de la Légion d'honneur (14 juin 1806), Chevalier de l'Empire (lettres patentes du 23 février 1811),
- Claude Marie Meunier (Saint-Amour 1770 - Paris 1846), général d'Empire (gendre du peintre David).
- Xavier de Dananche (1828-1894), peintre et graveur, né dans cette commune.
- Maurice Célard (1836-1906), marbrier.
- Andrée Mégard (Saint-Amour 1866 - Saint-Amour 1952), actrice de théâtre, épouse du suivant.
- Firmin Gémier (Aubervilliers, Seine-Saint-Denis 1869 - Paris 1933), comédien et directeur de théâtre.
- Lucien Febvre (Nancy, Meurthe-et-Moselle 1878 - Saint-Amour 1956), historien, membre de l'institut. Il meurt et est inhumé à Saint-Amour en 1956. Le collège de la ville porte aujourd'hui son nom.
- Léon Werth (Remiremont, Vosges 1878 - Paris 1955), critique d'art et écrivain, possédait une maison à Saint-Amour[35].
- Jeanne Hatto de son vrai nom Jeanne Frère (1879 Saint-Amour -1958 Paris), cantatrice reconnue du début du XXe siècle et compagne de Louis Renault.
- Marcel Moyse (Saint-Amour 1889 - Brattleboro, Vermont, États-Unis 1984), flûtiste de renommée mondiale. Il est inhumé au cimetière de Saint-Amour. Une place de la commune porte son nom.
- Ferdinand Fillod (1891 - 1956), inventeur de la maison métallique préfabriquée.
- Pierre-Marie Prost (1776-1855), sculpteur français.
- Édouard Balladur y a épousé Marie-Josèphe Delacour le 28 août 1957[36]

## Héraldique
| Blason de Saint-Amour | Blason  | D'or au lion de sable, armé et couronné d'argent. |
| Blason de Saint-Amour | Détails | Le statut officiel du blason reste à déterminer.  |
| Blason de Saint-Amour | Alias   | D'argent au lion de sable, armé et couronné d'or. |